# 係数励振

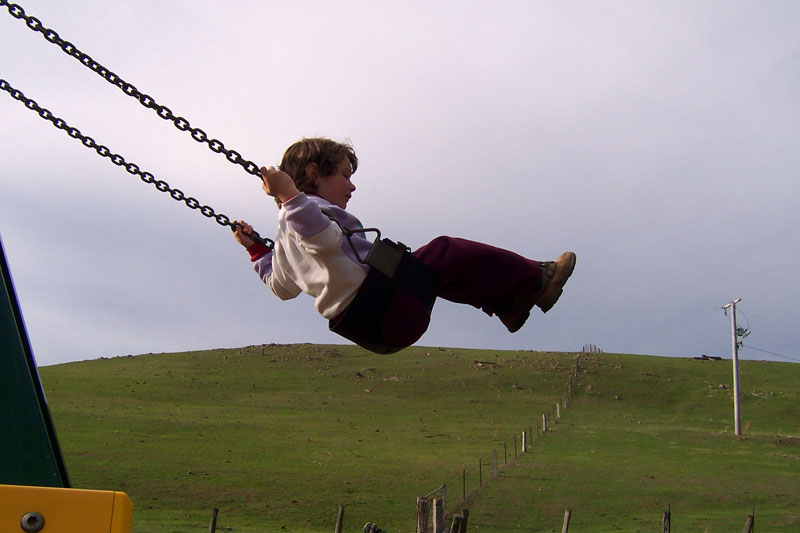
ブランコの1人乗り。係数励振の身近な例

係数励振（けいすうれいしん、英: parametric excitation）とは、系の係数（パラメータ）が周期的に変化することで起こる振動現象である。ばね-質量系の運動方程式でいえば、質量やばね定数、減衰係数などの通常では定数とされる係数が周期的に変化するような場合に発生する。パラメトリック励振、パラメータ励振、パラメトリック発振などとも呼ぶ。多数の応用があり、ごく一例としては、電気回路分野における発振器の原理としての応用がある。
遊具のブランコの一人乗りの揺らし方は、係数励振の例である。係数励振系の運動方程式や回路方程式は、マシュー方程式、ヒル方程式の形式に帰着できる場合が多い。

## 係数励振の例
係数励振のメカニズムを利用した身近な例としては、遊具のブランコの1人乗りの揺らし方がある。（詳細は#ブランコの係数励振を参照）
電気回路の例としては、パラメトロンがある。これは、回路のインダクタンスを周期変化させて係数励振振動を生み出すものである。初期条件の差による逆位相の係数励振振動を合わせてを生みだし、2種類の振動を論理素子として利用する。
係数励振が害をもたらす事例としては、鉄道車両におけるパンタグラフの架線からの離線現象、フック形軸継手の不安定ねじり振動などがある。
古くからの係数励振の実験としては、1831年のマイケル・ファラデーによるファラデー波の実験や、1859年のメルデ(Franz Emile Melde)による音叉と弦の実験などが知られている。

## ブランコの係数励振

ブランコの物理モデルの例

公園などにある遊具のブランコは係数励振を原理として利用している。このブランコの動きについて、以下のような物理モデルが考えられる。まず、一般的な振り子の運動方程式を角運動量より導くと次のようになる。
{\displaystyle {{d}(ml^{2}{\dot {\theta }}) \over dt}=-mgl\sin \theta }
ここで、t：時間、m：振り子質量（≒操作者質量）、θ：振り子角度、g：重力加速度である。微小振動を仮定して{\displaystyle \sin \theta \approx \theta }とすれば、以下のように変形できる。
{\displaystyle {\ddot {\theta }}+2{\frac {\dot {l}}{l}}{\dot {\theta }}+{\frac {g}{l}}\theta =0}
ブランコを漕ぐ動作とは、立ち漕ぎの場合は上半身を上下移動させ、座り漕ぎの場合は足を上下させる動作を行う。これらは、漕ぎ手の重心を上下させていることに等しい。これを、ブランコとそれに乗る漕ぎ手を合わせた一体の系として考えると、振り子のロープの長さが短くなったり、長くなったりすることに等しい。振り子腕長さ（ロープの長さ）を l とし、ブランコを漕ぐことによる振り子腕長さの変化を正弦波による周期的変化として以下のように表す。
{\displaystyle l=l_{0}+a\sin {\omega t}}
ここで、l0：平均腕長さ、a：腕長さ変動振幅、ω：腕長さ変動の角周波数である。
これを上記の運動方程式に代入して、かつ、{\displaystyle a\ll l_{0}}として{\displaystyle 1/(1+a/l_{0})\approx 1-a/l_{0}}を利用すれば、以下の運動方程式を得ることができる。
{\displaystyle {\ddot {\theta }}+2\omega \left({\frac {a\cos {\omega t}}{l_{0}}}-{\frac {a^{2}}{2l_{0}^{2}}}\sin {2\omega t}\right){\dot {\theta }}+{\frac {g}{l_{0}}}\left(1-{\frac {a}{l_{0}}}\sin {\omega t}\right)\theta =0}
さらに、{\displaystyle a\ll l_{0}}より{\displaystyle (a/l_{0})^{2}\approx 0}として簡単化すれば、
{\displaystyle {\ddot {\theta }}+2\omega {\frac {a\cos {\omega t}}{l_{0}}}{\dot {\theta }}+{\frac {g}{l_{0}}}\left(1-{\frac {a}{l_{0}}}\sin {\omega t}\right)\theta =0}
よってブランコの運動方程式は、{\displaystyle {\dot {\theta }}}、{\displaystyle \theta }の係数が変動する係数励振系で表すことができる。
この系の周期関数係数を無視した固有振動数は、{\displaystyle \omega _{0}=g/l_{0}}である。フロケ理論を基に近似的に上式の不安定領域を求めると、第1次係数共振域では、{\displaystyle a/l_{0}\approx 0}のとき{\displaystyle \omega /\omega _{0}\approx 2}で不安定振動発生し、そこから{\displaystyle a/l_{0}}が大きくなるに連れて不安定振動（発散）が発生する{\displaystyle \omega /\omega _{0}}の領域が広がるような分布となる。よって漕ぐ動作の周期に着目すると、ブランコを大きく揺らす漕ぎ方としては、ブランコの固有周期の2倍周期で重心の上下運動を行うことが理想的となる。